# Fähnrich
Fahnenjunker (kratica: Fhj, FJ; dobesedno Zastavnik) je vojaški čin v uporabi v Bundeswehru. Trenutno je drugi najnižji podčastniški čin za častniške pripravnike (Offizieranwärter) v Luftwaffe in Heeru. V nemški vojni mornarici uporabljajo enakovreden čin Fähnrich zur See.
Častniški pripravniki pridobijo čin Fähnricha, ko opravijo devetmesečno delovno dobo kot Fahnenjunker.